# Championnat d'Afrique des clubs champions féminin de volley-ball 2007
Navigation
Édition précédente Édition suivante
La 17e championnat d'Afrique des clubs champions de volley-ball féminin s'est déroulée du 4 au 10 avril 2007 au Caire en Égypte.

## Compétition

### Club en compétition
| Pays     | Nombre d'équipes | Équipes                                        |
| -------- | ---------------- | ---------------------------------------------- |
| Algérie  | 1                | Ghalia sportif de Chlef                        |
| Botswana | 1                | Mafolofolo Volleyball Club                     |
| Cameroun | 1                | Institut national de la jeunesse et des sports |
| Égypte   | 2                | Al Ahly SC El Shams                            |
| Éthiopie | 2                | Water Sport Prisons Éthiopie                   |
| Kenya    | 2                | Kenya Pipelines Kenya Commercial Bank SC       |
| Nigeria  | 2                | Plateau Rocks                                  |

### Premier tour

#### Poule A
| # | Équipe           | Pts | J | G | P | Sp | Sc | Ratio | Pp  | Pc  | Ratio |
| - | ---------------- | --- | - | - | - | -- | -- | ----- | --- | --- | ----- |
| 1 | Kenya Pipelines  | 6   | 3 | 3 | 0 | 9  | 0  | MAX   | 225 | 141 | 1.596 |
| 2 | El Shams         | 5   | 3 | 2 | 1 | 6  | 3  | 2     | 202 | 162 | 1.247 |
| 3 | Prisons Éthiopie | 4   | 3 | 1 | 2 | 3  | 6  | 0.5   | 161 | 205 | 0.785 |
| 4 | INJS Yaoundé     | 3   | 3 | 0 | 3 | 0  | 9  | 0     | 145 | 225 | 0.644 |

| Date     | Match                              | Résultat | Sets  | Sets  | Sets  | Sets | Sets | Total Points |
| Date     | Match                              | Résultat | 1     | 2     | 3     | 4    | 5    | Total Points |
| -------- | ---------------------------------- | -------- | ----- | ----- | ----- | ---- | ---- | ------------ |
| 04.04.07 | Kenya Pipelines - INJS Yaoundé     | 3 - 0    | 25-10 | 25-13 | 25-17 | -    | -    | 75-40        |
| 04.04.07 | El Shams - Prisons Éthiopie        | 3 - 0    | 25-20 | 25-6  | 25-16 | -    | -    | 75-42        |
| 05.04.07 | INJS Yaoundé - Prisons Éthiopie    | 0 - 3    | 17-25 | 18-25 | 20-25 | -    | -    | 55-75        |
| 05.04.07 | El Shams - Kenya Pipelines         | 0 - 3    | 14-25 | 20-25 | 18-25 | -    | -    | 52-75        |
| 06.04.07 | Kenya Pipelines - Prisons Éthiopie | 3 - 0    | 25-15 | 25-18 | 25-16 | -    | -    | 75-49        |
| 06.04.07 | El Shams - INJS Yaoundé            | 3 - 0    | 25-15 | 25-13 | 25-22 | -    | -    | 75-50        |

#### Poule B
| # | Équipe                   | Pts | J | G | P | Sp | Sc | Ratio | Pp  | Pc  | Ratio |
| - | ------------------------ | --- | - | - | - | -- | -- | ----- | --- | --- | ----- |
| 1 | Al Ahly SC               | 6   | 3 | 3 | 0 | 9  | 0  | MAX   | 200 | 140 | 1.429 |
| 2 | Kenya Commercial Bank SC | 5   | 3 | 2 | 1 | 6  | 3  | 2     | 212 | 163 | 1.301 |
| 3 | Mafolofolo VBC           | 4   | 3 | 1 | 2 | 3  | 6  | 0.5   | 164 | 211 | 0.777 |
| 4 | Water Sports             | 3   | 3 | 0 | 3 | 0  | 9  | 0     | 138 | 200 | 0.69  |

| Date     | Match                                  | Résultat | Sets  | Sets  | Sets  | Sets | Sets | Total Points |
| Date     | Match                                  | Résultat | 1     | 2     | 3     | 4    | 5    | Total Points |
| -------- | -------------------------------------- | -------- | ----- | ----- | ----- | ---- | ---- | ------------ |
| 04.04.07 | Kenya Commercial Bank - Mafolofolo VBC | 3 - 0    | 25-12 | 25-14 | 25-17 | -    | -    | 75-43        |
| 04.04.07 | Al Alhy - Water Sports                 | 3 - 0    | 25-13 | 25-18 | 25-6  | -    | -    | 75-37        |
| 05.04.07 | Kenya Commercial Bank - Water Sports   | 3 - 0    | 25-12 | 25-17 | 25-16 | -    | -    | 75-45        |
| 05.04.07 | Mafolofolo VBC - Al Alhy               | 3 - 0    | 14-25 | 17-25 | 15-25 | -    | -    | 46-75        |
| 06.04.07 | Al Alhy - Kenya Commercial Bank        | 3 - 0    | 25-20 | 25-20 | 25-22 | -    | -    | 75-62        |
| 06.04.07 | Mafolofolo VBC - Water Sports          | 3 - 0    | 25-23 | 25-18 | 25-20 | -    | -    | 75-61        |

### Phase finale

#### Places 1 à 4
|  | Demi-finales 9 avril 2007    | Demi-finales 9 avril 2007    |                        |   | Finale 10 avril 2007    | Finale 10 avril 2007    |
|  | Demi-finales 9 avril 2007    | Demi-finales 9 avril 2007    |                        |   | Finale 10 avril 2007    | Finale 10 avril 2007    |
|  |                              |                              |                        |   |                         |                         |
|  | 25-18 15-25 22-25 25-21 15-9 | 25-18 15-25 22-25 25-21 15-9 |                        |   | 12-25 25-18 22-25 15-25 | 12-25 25-18 22-25 15-25 |
|  | 25-18 15-25 22-25 25-21 15-9 | 25-18 15-25 22-25 25-21 15-9 |                        |   | 12-25 25-18 22-25 15-25 | 12-25 25-18 22-25 15-25 |
|  | Kenya Pipelines              | 3                            |                        |   | 12-25 25-18 22-25 15-25 | 12-25 25-18 22-25 15-25 |
|  | Kenya Pipelines              | 3                            |                        |   | 12-25 25-18 22-25 15-25 | 12-25 25-18 22-25 15-25 |
|  | Kenya Commercial Bank SC     | 2                            |                        |   | 12-25 25-18 22-25 15-25 | 12-25 25-18 22-25 15-25 |
|  | Kenya Commercial Bank SC     | 2                            | Kenya Pipelines        | 1 |                         |                         |
|  | 25-13 25-22 25-14            |                              | Kenya Pipelines        | 1 |                         |                         |
|  |                              | Al Ahly SC                   | 3                      |   |                         |                         |
|  | Al Ahly SC                   | Al Ahly SC                   | 3                      | 3 |                         |                         |
|  | Al Ahly SC                   |                              |                        | 3 |                         |                         |
|  | El Shams                     | 0                            |                        |   |                         |                         |
|  | El Shams                     | 0                            | Match pour la 3e place |   |                         |                         |
|  |                              |                              |                        |   |                         |                         |
|  | 25-20 25-19 25-19            |                              |                        |   |                         |                         |
|  |                              |                              |                        |   |                         |                         |
|  | Kenya Commercial Bank SC     | 3                            |                        |   |                         |                         |
|  | Kenya Commercial Bank SC     | 3                            |                        |   |                         |                         |
|  | El Shams                     | 0                            |                        |   |                         |                         |
|  | El Shams                     | 0                            |                        |   |                         |                         |

## Classement final
| Rang                        | Équipe                   |
| --------------------------- | ------------------------ |
| Médaille d'or, Afrique      | Al Ahly SC               |
| Médaille d'argent, Afrique  | Kenya Pipelines          |
| Médaille de bronze, Afrique | Kenya Commercial Bank SC |
| 4                           | El Shams                 |
| 5                           |                          |
| 6                           |                          |
| 7                           |                          |
| 8                           |                          |

## Récompenses
- MVP :  Catherine Wanjiru (Pipelines)
- Meilleure attaquante :  Docoras Ndasaba (Pipelines)
- Meilleure contreuse :  Emily Yebei (Pipelines)
- Meilleure serveuse :  Noran El Maghawry (El Shams)
- Meilleure passeuse :  Yosra Abdel Karim (Al Ahly)
- Meilleure défenseur :  Dina Assal (El Shams)
- Meilleure réceptionneuse :  Sara Talaat (Al Ahly)